# Aleksandr Frołow (hokeista)
Aleksandr Aleksandrowicz Frołow (ros. Александр Александрович Фролов; ur. 19 czerwca 1982 w Moskwie) – rosyjski hokeista, reprezentant Rosji, olimpijczyk.

## Kariera
- Spartak Moskwa (1998–1999)
- Torpedo 2 Jarosław (1999–2000)
- Krylja Sowietow Moskwa (2000–2002)
- Los Angeles Kings (2002–2004)
- CSKA Moskwa (2004–2005)
- Dinamo Moskwa (2005)
- Los Angeles Kings (2005–2010)
- New York Rangers (2010–2011)
- Awangard Omsk (2011–2013)
- CSKA Moskwa (2013-2014)
- Torpedo Niżny Nowogród (2015-2017)
- Mietałłurg Nowokuźnieck (2017)
- Amur Chabarowsk (2017-2018)
- Daemyung Killer Whales (2018-2019)

Wychowanek klubu Ruś Moskwa. Przez osiem sezonów grał w lidze NHL. Od maja 2011 zawodnik klubu Awangard Omsk w lidze KHL. Był kapitanem drużyny. Od listopada 2013 zawodnik CSKA Moskwa (w toku wymiany czterech zawodników wraz z nim do Moskwy trafił Stanisław Jegorszew, a do Omska Maksim Gonczarow i Siergiej Szyrokow). Od lipca 2015 zawodnik Torpedo Niżny Nowogród. Od maja do czerwca 2017 zawodnik Mietałłurga Nowokuźnieck. Od lipca 2017 zawodnik Amuru Chabarowsk. W lipcu 2018 został zawodnikiem południowokoreańskiego klubu Daemyung Killer Whales.
Uczestniczył w turniejach mistrzostw świata w 2003, 2007, 2009, 2010 oraz na zimowych igrzyskach olimpijskich 2006.

## Sukcesy
Reprezentacyjne
- Srebrny medal mistrzostw świata juniorów do lat 18: 2000
- Złoty medal mistrzostw świata juniorów do lat 20: 2002
- Złoty medal mistrzostw świata: 2009
- Srebrny medal mistrzostw świata: 2010
- Brązowy medal mistrzostw świata: 2007

Klubowe
- Złoty medal mistrzostw Rosji: 2005 z Dinamo Moskwa
- Srebrny medal mistrzostw Rosji: 2012 z Awangardem

Indywidualne
- Nagroda dla najlepszego pierwszoroczniaka Superligi w sezonie 2001/2002
- NHL YoungStars Game: 2003
- KHL (2011/2012): Mecz Gwiazd KHL